# Glossocardia smithii
Glossocardia smithii là một loài thực vật có hoa trong họ Cúc. Loài này được (Backer) Veldkamp mô tả khoa học đầu tiên năm 1991.